# Giovanni-Battista Orlandi
Giovanni-Battista Orlandi (Milaan, 27 januari 1898 - 1970) was een Italiaans atleet. Hij nam deel aan de Olympische Zomerspelen van 1920.

## Belangrijkste resultaten

### Olympische Zomerspelen
| Jaar | Plaats    | Discipline | Onderdeel             | Resultaten                                                               |
| ---- | --------- | ---------- | --------------------- | ------------------------------------------------------------------------ |
| 1920 | Antwerpen | Atletiek   | 100 m (m)             | eerste ronde: 6e (reeks 6)                                               |
| 1920 | Antwerpen | Atletiek   | 200 m (m)             | eerste ronde: 3e (reeks 4)                                               |
| 1920 | Antwerpen | Atletiek   | 4x100 m estafette (m) | eerste ronde: DSQsamen met: Giorgio Croci Mario Riccoboni Vittorio Zucca |

### Persoonlijke records
| Onderdeel | Tijd    | Jaar |
| --------- | ------- | ---- |
| 100 m     | 11,0 s. | 1919 |
| 200 m     | 23,0 s. | 1919 |